# أمريكان توريسير
أمريكان توريسير (بالإنجليزية: American Tourister)‏ هو ماركة حقائب السفر تملكها شركة سامسونايت. وتشمل منتجاتها حقائب الظهر والمحافظ.
في عام 1932 أو 1933، أسس سول كوفلر شركة (American Luggage Works) في بروفيدانس، رود آيلاند، الولايات المتحدة الأمريكية. وفي عام 1993، تم الاستحواذ على «أمريكان توريسير» من قبل «استروم» (ASTRUM) الدولية، والتي تملك أيضا سامسونايت. بعد ذلك بعامين، تم تغيير اسم شركة «استروم» إلى سامسونايت.

## وصلات خارجية
- American Tourister web page